# アースウィンド
株式会社アースウィンド（Earth Wind Co.,Ltd.）は、東京都中央区銀座に本社を置く不動産会社である。

## 概要
収益不動産をメインとした「不動産の売買仲介及びコンサルティング事業」を中央区、港区、千代田区、台東区を中心に行う不動産業者。
事業用不動産のトータルマネジメント
地域に密着し、支えあい向き合ってきたからこそできる提案がある。
私達は幅広い不動産市場のなかで「事業用不動産」に特化した活動を行っております。
独自の情報ルートから最新の物件情報を提供する「不動産の売買仲介及びコンサルティング事業」、
地域に密着した密度の濃い情報提供を目指す店舗展開型の「オフィス・店舗の賃貸仲介及びリーシング事業」、
オーナー様が所有する不動産物件の価値向上を目的とする「プロパティマネジメントの受託・運営管理事業」、
老朽化及び資産価値の低下している物件に対し付加価値を加えることにより物件を再生させる
「不動産のリノベーション工事・コンサルティング事業」、
これら4つの事業を柱とし、投資家様・物件所有者様・賃貸オフィスを求められる企業様等、
事業用不動産にかかわる全ての方に対してのトータルマネジメントを目指し、
質の高い高度なサービスを提供する事を心がけております。

## 事業
- 収益不動産の販売・コンサルティング
- オフィス・店舗の賃貸仲介・リーシング
- プロパティマネジメント業務の受託・運営管理
- アパート・マンション・オフィスのサブリース事業
- リノベーション事業
- リース事業
- 更新代行業務
- パーキング事業

## 沿革
- 2001年01月　有限会社アースウィンドを台東区上野 （現上野店）に設立、資本金550万円
- 2001年04月　宅地建物取引免許 東京都知事(1)第79601号 取得
- 2001年04月　株式会社アースウィンドに組織変更、資本金を1,500万円に増資
- 2001年10月　中央区京橋 （現京橋店）に本社を移転、旧本社を「上野店」とする。
- 2002年11月　資本金を2,500万円に増資
- 2003年06月　資本金を4,500万円に増資
- 2004年05月　中央区銀座に保有ビル取得、不動産リース事業開始
- 2005年05月　港区新橋に「新橋店」開設
- 2005年09月　中央区銀座に本店移転、旧本社を「京橋店」とする
- 2005年10月　資本金を7,500万円に増資
- 2006年03月　一級建築士事務所免許 東京都知事登録第51879号取得
- 2006年03月　資本金を9,500万円に増資
- 2006年04月　中央区日本橋小伝馬町に「日本橋店」開設、港区六本木に保有ビル取得
- 2006年05月　一般労働者派遣事業 般13-301647登録
- 2006年07月　信託受益権販売業者登録 関東財務局長（売信）第382号
- 2006年12月　マンション管理業 国土交通大臣(1)第033003号
- 2007年01月　港区海岸に時間貸駐車場「アースパーキング」開場
- 2007年04月　千代田区神田鍛冶町に「神田店」開設
- 2007年05月　100％出資による子会社「㈱アースビルマネジメント」設立
- 2007年06月　事業用不動産検索サイト「oasis」オープン
- 2012年08月　銀座アスタービル7階に本社を移転
- 2012年11月　ホノルルにハワイ店開設
- 2014年04月　港区芝大門1丁目に浜松町店開設
- 2014年07月　株式会社アースビルマネジメントから株式会社アース賃貸保証に商号変更
- 2015年03月　港区南青山2丁目に青山店開設
- 2015年04月　中央区京橋1丁目に京橋店移転　移転に伴い八重洲店に店名変更
- 2015年06月　千代田区鍛冶町1丁目に神田店移転
- 2016年10月　新宿区四谷1丁目に四谷店開設
- 2017年11月　品川区西五反田一丁目に五反田店開設

## 事業所
- 京橋店　東京都中央区京橋2-5-21
- 日本橋店　東京都中央区日本橋小伝馬町10-8
- 神田店　東京都千代田区神田鍛冶町3-4-4
- 上野店　東京都台東区上野3-17-4
- 八重洲店　東京都中央区京橋1丁目1番9号レオ八重洲ビル5階
- 浜松町店　東京都港区芝大門1-15-7 芝大門ABCビル7F
- 青山店　東京都港区南青山2丁目22番1号 竹谷ビル3階
- 飯田橋店　東京都千代田区飯田橋4丁目5番12号 SK飯田橋ビル 3F
- 四谷店　東京都新宿区四谷1丁目8番8号 佐伯千成ビル6階
- 五反田店　東京都品川区西五反田1丁目33番10号 西五反田サインタワー  6階
- ハワイ支店